# Członek organizacji
Członek – podmiot prawa należący do organizacji i niebędący jednocześnie częścią jej struktur. Zostanie członkiem wiąże się zazwyczaj przyjęciem deklaracji członkowskiej. W prawie międzynarodowym wejście w poczet członków nazywa się akcesem i odbywa się poprzez przyjęcie konwencji lub innego aktu prawa międzynarodowego.